# 예산군립도서관
예산군립도서관은 충청남도 예산군에 있는 공립 도서관이다.

## 연혁
- 2012년 10월 19일 개관.